# Réserve écologique du Lac-Malakisis
La réserve écologique du Lac-Malakisis est située à 30 km à l'est de Témiscaming.  Le site protège des écosystèmes représentatifs de la région du Témiscamingue.  La réserve protège aussi entre autres une forêt de feuillus de plus de 250 ans d'âge.
Le nom du lac Malakisis rappelle le surnom algonquin du frère Joseph Moffet (1852-1932) qui est considéré comme le père du Témiscamingue pour les colons.  Malakisis signifie «comme le soleil» en algonquin.

## Géographie
La réserve entoure le lac Malakisis situé au sud-ouest du lac Bois Franc,.